# Glens Falls
Glens Falls est une ville située dans le comté de Warren, dans l'État de New York, au nord-est des États-Unis. Son nom vient d'une grande cascade sur le fleuve Hudson, au sud de la ville. Sa population était de 14 354 habitants lors du recensement de 2000.
L'écrivain James Fenimore Cooper a situé l'un des épisodes du Dernier des Mohicans sur le rocher qui se trouve au pied de la cascade.
En juillet 2023, pour la 2e année consécutive, Glens Falls est classée n°1 sur la liste des villes les plus sûres des USA .

## Histoire
En 1961, c'est à Glens Falls qu'est fondé l' Adirondack Community College devenu l'université SUNY Adirondack (State University New York Adirondack) . L'écrivaine Jean Rikhoff y a enseigné .

## Patrimoine
- St. Mary's-St. Alphonsus Regional Catholic School. Architecture néo-gothique de Ralph Adams Cram. Inscrite au Registre national des lieux historiques. Le grand hall de l'école s'inspire de Westminster Hall du palais de Westminster de Londres [4].

- Maison de John E. Parry (John E. Parry House), de style Queen Anne et style colonial ou colonial revival ou style néo-georgien (né de l'architecture georgienne). Architecte : Ephraim Potter. Inscrite en 1984 au Registre National des lieux historiques (National Register of Historic Places) [5].
- Près de l'hôtel de ville, fut posée en 2013 une plaque commémorative de l'État de New York en mémoire de Wilhelmina Weber Furlong, peintre germano-américaine moderniste d'avant-garde, ayant vécu et enseigné à Glens Falls à la fin de sa vie [6].

## Sports
Glens Falls a connu une succession d'équipes professionnelles de hockey sur glace: Red Wings de l'Adirondack (1979-1999), IceHawks de l'Adirondack (1999-2004), Frostbite de l'Adirondack (2004-2006), Phantoms de l'Adirondack (2009-2014), Flames de l'Adirondack (2014-2015), Thunder de l'Adirondack (depuis 2015).

## Villes sœurs
- Saga, Japon